# Arrondissement di Digne-les-Bains
L'arrondissement di Digne-les-Bains è un arrondissement dipartimentale della Francia situato nel dipartimento delle Alpi dell'Alta Provenza, nella regione della Provenza-Alpi-Costa Azzurra.

## Storia
Fu creato nel 1800, sulla base dei preesistenti distretti.

## Composizione
L'arrondissement è composto da 65 comuni raggruppati in 6 cantoni a seguito della riforma approvata con decreto del 24 febbraio 2014
 che ha avuto attuazione dopo le elezioni dipartimentali del 2015.
I 10 cantoni prima della riforma:
- cantone di Barrême
- cantone di Digne-les-Bains-Est
- cantone di Digne-les-Bains-Ovest
- cantone di La Javie
- cantone di Les Mées
- cantone di Mézel
- cantone di Moustiers-Sainte-Marie
- cantone di Riez
- cantone di Seyne
- cantone di Valensole

I 6 cantoni dopo la riforma del 2015:
- cantone di Digne-les-Bains-1
- cantone di Digne-les-Bains-2
- cantone di Oraison
- cantone di Riez
- cantone di Seyne
- cantone di Valensole